# Valerij Georgijevics Karpin
Valerij Georgijevics Karpin (Narva, 1969. február 2. –) észtországi születésű orosz labdarúgó és edző. 2021-től az orosz labdarúgó válogatott szövetségi kapitánya.

## Karrierje
8 évesen ismerkedett meg a labdarúgással, de 12 éves koráig a korosztályos iskolai jégkorong csapatokban is szerepelt. Ekkor döntött a labdarúgás mellett.

### Válogatott
A Szovjetunió megszűnése után ő lőtte Oroszország első hivatalos gólját. Az orosz labdarúgás egyik legjobb játékosának tartják.

## Sikerei, díjai

### Szpartak Moszkva
- szovjet bajnok (1): 1991
- szovjet kupagyőztes (1):  1991–1992
- orosz bajnok (2): 1992-1993, 1993-1994
- orosz kupagyőztes (1):  1993–1994

### Celta Vigo
- UEFA Intertotó-kupagyőztes (1):  2000

## Edzői statisztika
2021. november 14-én lett frissítve.
| Szpartak Moszkva | orosz    | 2009. április 16.   | 2014. március 18.  | 161 | 80  | 36 | 45  | 49.69 |
| Mallorca         | spanyol  | 2014. augusztus 12. | 2015. február 10.  | 25  | 7   | 6  | 12  | 28    |
| Torpedo Armavir  | orosz    | 2015. július 10.    | 2016. június 23.   | 40  | 11  | 10 | 19  | 27.5  |
| Rosztov          | orosz    | 2017. december 19.  | 2021. augusztus 2. | 111 | 42  | 29 | 40  | 37.84 |
| Oroszország      | orosz    | 2021. július 23.    | jelenlegi          | 7   | 5   | 1  | 1   | 71.43 |
| összesen         | összesen | összesen            | összesen           | 345 | 145 | 82 | 118 | 42.03 |